# Hyosung Comet GT
La Comet è una moto stradale prodotta dalla Hyosung in tre diverse cilindrate e tre versioni diverse.

## Descrizione

### Versioni
Le versioni disponibili sono:
- GT, versione naked, utilizzata fin dagli albori, dove si utilizza un faro rotondo e un piccolo cupolino, il telaio e il motore sono completamente a vista.
- GT S, versione semicarenata, introdotta nel 2005, solo per la massima cilindrata.[1]
- GT R, versione racing, utilizzata fin dagli albori, completa di carenature, con faro a sviluppo verticale e false prese d'aria laterali, la carenatura è munita di estrattori d'aria per il radiatore

### Telaio e cilindrate
- 125 e 250, prodotte dal 2004, si ha un telaio perimetrale, con culla smontabile, il motore è bicilindrico, raffreddato ad aria e olio, la 250 viene aggiornata nel 2008 con l'iniezione elettronica al posto dei precedenti carburatori Mikuni da 26 mm
- 650, prodotta dal 2004[2] questa è l'unica cilindrata con raffreddamento a liquido e che utilizza una struttura dedicata a sé, con un telaio a tralicci e piastre in acciaio, motore appeso e impianto frenante rivisto, aggiornata nel 2008 con l'iniezione elettronica al posto dei precedenti carburatori Mikuni da 39 mm.